# Orologio a candela

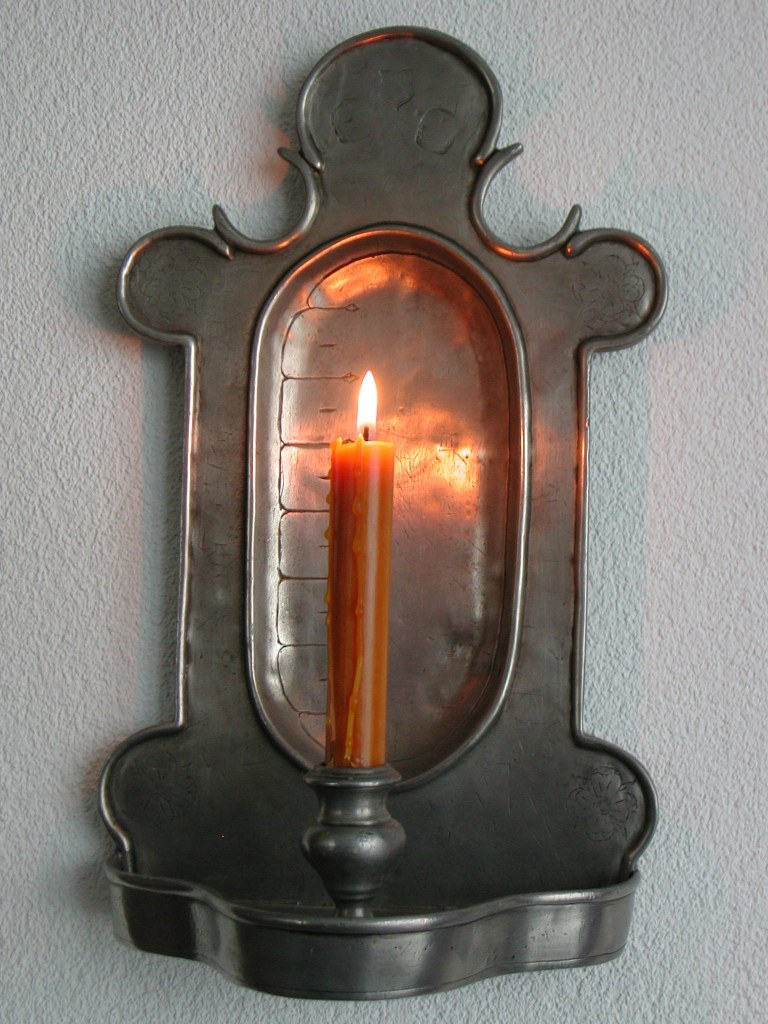
Un orologio a tempo costituito da una candela con, dietro, una scala graduata.

Un orologio a candela, detto anche candela oraria, è uno strumento di misurazione del tempo costituito da una semplice candela con alcuni segni incisi sulla superficie laterale o, nelle versioni più sofisticate, affiancata da una scala graduata.

## Funzionamento e utilizzo
Utilizzando un orologio a candela era possibile rendersi conto del tempo trascorso osservando la diminuzione della dimensione della candela. Per facilitare tale lettura, alla candela veniva nella maggior parte dei casi affiancata, come detto, una scala graduata e, in alcuni casi, all'interno della stessa candela venivano inseriti perni metallici con pesi o campanelli che suonavano quando lo scioglimento della candela, liberandoli dalla cera, li faceva cadere, realizzando quella che di fatto era un'antenata delle moderne sveglie.
La precisione di un orologio a candela era di circa 5-10 minuti e variava con lo spessore della candela: più quest'ultima era spessa, meno precisa era l'ora indicata. Una certa influenza sulla precisione era da attribuire anche all'ambiente circostante, poiché una corrente d'aria poteva in effetti influire sulla velocità di combustione, che invece non risente significativamente delle differenze di temperatura.
Sebbene oggi non siano più utilizzati, gli orologi a candela fornivano un tempo un modo efficace per leggere l'ora in ambienti chiusi, di notte o in una giornata nuvolosa, quando le meridiane erano inservibili. Tuttavia, alcuni svantaggi erano dovuti al costo della cera e al fatto che tali orologi erano di fatto monouso, a meno di non saper produrre da soli una candela delle dimensioni desiderate.

## Storia
Non si sa dove e quando furono inventati e utilizzati per la prima volta gli orologi a candela. Il primo riferimento al loro utilizzo come mezzo per determinare l'ora notturna si trova in un componimento del poeta cinese You Jiangu, vissuto nel VI secolo, ed è noto che candele di questo tipo furono utilizzate in Giappone fino all'inizio del X secolo. 
Nel mondo occidentale, secondo la leggenda, le candele orarie furono inventate da 
Sant'Alfredo il Grande,  un sovrano del regno anglosassone occidentale del Wessex vissuto alla fine del IX secolo. Secondo quanto narrato da Guglielmo di Malmesbury, un monaco benedettino vissuto nell'XI secolo, nel suo Gesta Regum Anglorum, Alfredo aveva deciso di dividere la propria giornata in 24 ore e, volendo essere certo di dedicare esattamente 8 ore ai suoi doveri pubblici, 8 ore allo studio, al cibo e al sonno e 8 ore alla preghiera, aveva posto nella sua cappella privata un cero dotato di 24 tacche, incaricando un proprio servitore di osservare il cero, perché lo avvisasse del suo consumo, rammentandogli poi i propri doveri. Con tutta probabilità Guglielmo aveva preso spunto da quanto scritto dal monaco Asser, che visse alla corte di Alfredo e che fu poi vescovo di Sherborne, nel suo Vita Alfredi, in cui egli narra di come Alfredo fosse riuscito a misurare sperimentalmente la quantità di cera consumata in un dato intervallo di tempo, realizzando poi un orologio formato da sei candele alte circa 12 pollici, ossia circa 30 cm, di spessore uniforme e realizzate con 12 pennyweight, ossia circa 17,7 grammi, di cera, in cui aveva intagliato una tacca per ogni pollice di altezza e che aveva posto all'interno di una lanterna dalla struttura in legno. Ogni candela impiegava esattamente 4 ore a consumarsi del tutto, ossia 20 minuti per ogni sezione da un pollice, e tutte e sei, accese in successione, garantivano la misura del tempo per tutte le 24 ore del giorno.

Fu proprio in virtù di tali racconti e in onore di Alfredo che, nel Regno Unito, le candele orarie erano comunemente chiamate "King Alfreds".

### Gli orologi a candela di Al-Jazari

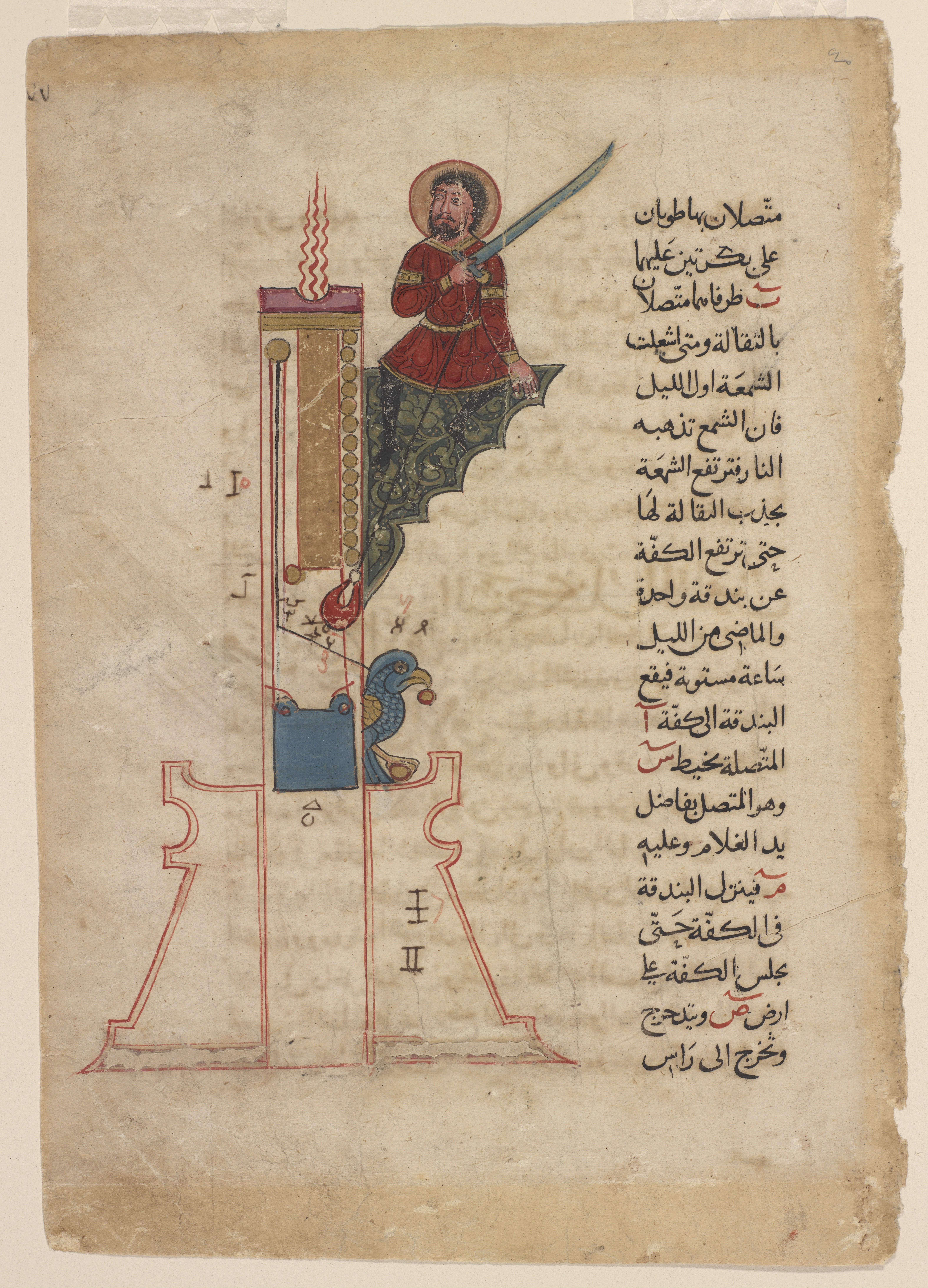
L'"Orologio a candela dello spadaccino" di Al-Jazari.

I più sofisticati orologi a candela del medioevo erano tuttavia, per quanto dato sapere, quelli realizzati dal matematico e inventore arabo Al-Jazari. Il più famoso di questi, descritto dallo stesso Al-Jazari nel suo Libro della conoscenza dei meccanismi ingegnosi, redatto tra il 1204 e il 1206, e oggi noto come "Orologio a candela dello spadaccino", era costituito da una candela di cera pura pesante 160 dirham, alta circa 40 centimetri e di cui si conosceva la velocità di combustione, posta all'interno di un contenitore cilindrico dotato di intercapedine, da cui ne fuoriusciva solo lo stoppino e dove poggiava su un piatto collegato a due carrucole a cui era agganciato un contrappeso. Nell'intercapedine veniva inserito, dall'alto, un contenitore in rame della stessa lunghezza della candela e diviso in 14 piccole camere, all'interno delle quali era posta una pallina di bronzo del peso di 12 dirham. Inizialmente le palline erano a contatto con la candela, che le manteneva all'interno delle camere ma, man mano che la candela si consumava e il piatto saliva grazie ai contrappesi, le palline venivano liberate, al ritmo di una ogni ora, e fatte prima cadere nella fionda di uno spadaccino così da azionare la spada di quest'ultimo, che tagliava lo stoppino, e poi fatta uscire dal becco di una statuina raffigurante un falco ad ali spiegate, posta alla base del contenitore, che si apriva al passaggio della pallina e si chiudeva subito dopo.

L'orologio prevedeva anche degli appositi canali in cui veniva indirizzata la cera sciolta, di modo che non interferisse con lo scioglimento della candela e che potesse poi essere periodicamente raccolta, e il contenitore cilindrico era dotato di un innesto a baionetta - di cui questo è il primo utilizzo noto - che consentiva di aprirlo per sostituire la candela.